# Giorgio Venturin
Giorgio Venturin (ur. 9 lipca 1968 w Bollate) – włoski piłkarz występujący na pozycji pomocnika.

## Kariera klubowa
Venturin karierę rozpoczynał w 1987 roku w zespole Torino FC. W debiutanckim sezonie 1987/1988 nie rozegrał jednak żadnego spotkania w Serie A. Sezon 1988/1989 spędził na wypożyczeniu w Cosenzy z Serie B. Potem wrócił do Torino, grającego również grającego już w Serie B. Na sezon 1990/1991 został wypożyczony do pierwszoligowego SSC Napoli. W Serie A zadebiutował 23 września 1990 w przegranym 0:1 meczu z Parmą. W 1991 roku Venturin powrócił do Torino, które w międzyczasie awansowało do Serie A. W 1993 roku zdobył z zespołem Puchar Włoch.
W 1994 roku odszedł do S.S. Lazio, również występującego w Serie A. Pierwszy raz w jego barwach wystąpił 4 września 1994 w wygranym 1:0 pojedynku z Bari. W sezonie 1995/1996 grał na wypożyczeniu w Cagliari Calcio. W 1998 roku zdobył z Lazio Puchar Włoch oraz Superpuchar Włoch.
Na początku 1999 roku Venturin przeszedł do hiszpańskiego Atlético Madryt. W Primera División zadebiutował 24 stycznia 1999 w wygranym 2:1 spotkaniu z Celtą Vigo. Graczem Atlético był przez półtora roku, a po spadku tego klubu do Segunda División w sezonie 1999/2000, odszedł do Torino. W sezonie 2000/2001 wywalczył z nim awans z Serie B do Serie A. W 2002 roku odszedł do Taranto z Serie C1, a karierę kończył w 2005 roku w drużynie Lodigiani, grającej w Serie C2.

## Kariera reprezentacyjna
W reprezentacji Włoch Venturin zadebiutował 4 czerwca 1992 w wygranym 2:0 towarzyskim meczu z Irlandią. Jednocześnie było to jedyne spotkanie rozegrane przez niego w drużynie narodowej.